# Мартышкино (исторический район)
Марты́шкино (швед. Tyris, фин. Tyrö: Тюрё) — исторический район в Петродворцовом районе Санкт-Петербурга, часть города Ломоносова к востоку от железнодорожного переезда на стыке Морской улицы и улицы Жоры Антоненко.
Железнодорожная платформа на линии Санкт-Петербург — Ораниенбаум.

## История
Приход Тюрё (фин. Tyrö) Евангелическо-лютеранской Церкви Ингрии с центром в кирхе святого Иоанна, расположенной в Мартышкине, существует со шведских времён, с 1642 года.
Дачный посёлок Мартышкино образовался на территории между Сергиевкой и Ораниенбаумом ещё при Петре I. Бывшая дача сына Петра I, Алексея, впоследствии перешла во владение П. С. Сумарокова, затем к Р. И. Воронцову. В 1761 году на даче поселилась дочь Воронцова, Екатерина Дашкова, а в 1785 году на даче устроена первая усадьба.
Украшением Мартышкина должен был стать каменный приморский дворец князя императорской крови Константина Константиновича Романова. Эффектная вилла в стиле модерн неизвестного архитектора постройки 1911 года на берегу залива не была оформлена до конца. Впоследствии здесь была дача придворного повара Максимова (ныне территория ЗАО «Парус»).
20 августа 1935 года постановлением ВЦИК дачный посёлок Мартышкино был передан в черту города Ораниенбаума.
В 1941—1944 годах посёлок находился на линии фронта Ораниенбаумского плацдарма, на братской могиле защитников в 1975 году организован Мартышкинский мемориал.

## Усадьба Мордвиновых
Сменив ряд владельцев, в 1822 году усадьба переходит во владение Н. С. Мордвинова и впоследствии становится известна как Мордвиновка. При графе А. Н. Мордвинове и его наследниках здесь жили и снимали дачи многие известные люди: Кипренский, Шишкин, Репин, Левитан. Здесь в 1891 году Шишкин написал «Мордвиновские дубы», которые до сих пор сохранились под названием шишкинских, а также картину «Лес в имении графини Мордвиновой». В Мартышкине в петровские времена была усадьба и до сих пор есть родовой склеп. В Мартышкине находили мумии, которые сейчас хранятся в Музее гигиены в Петербурге.

## Фото

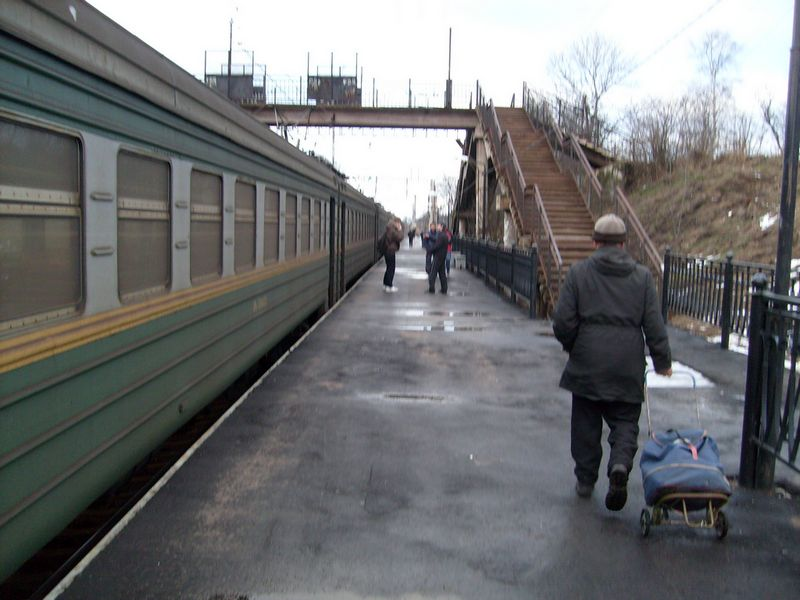
Железнодорожная платформа Мартышкино
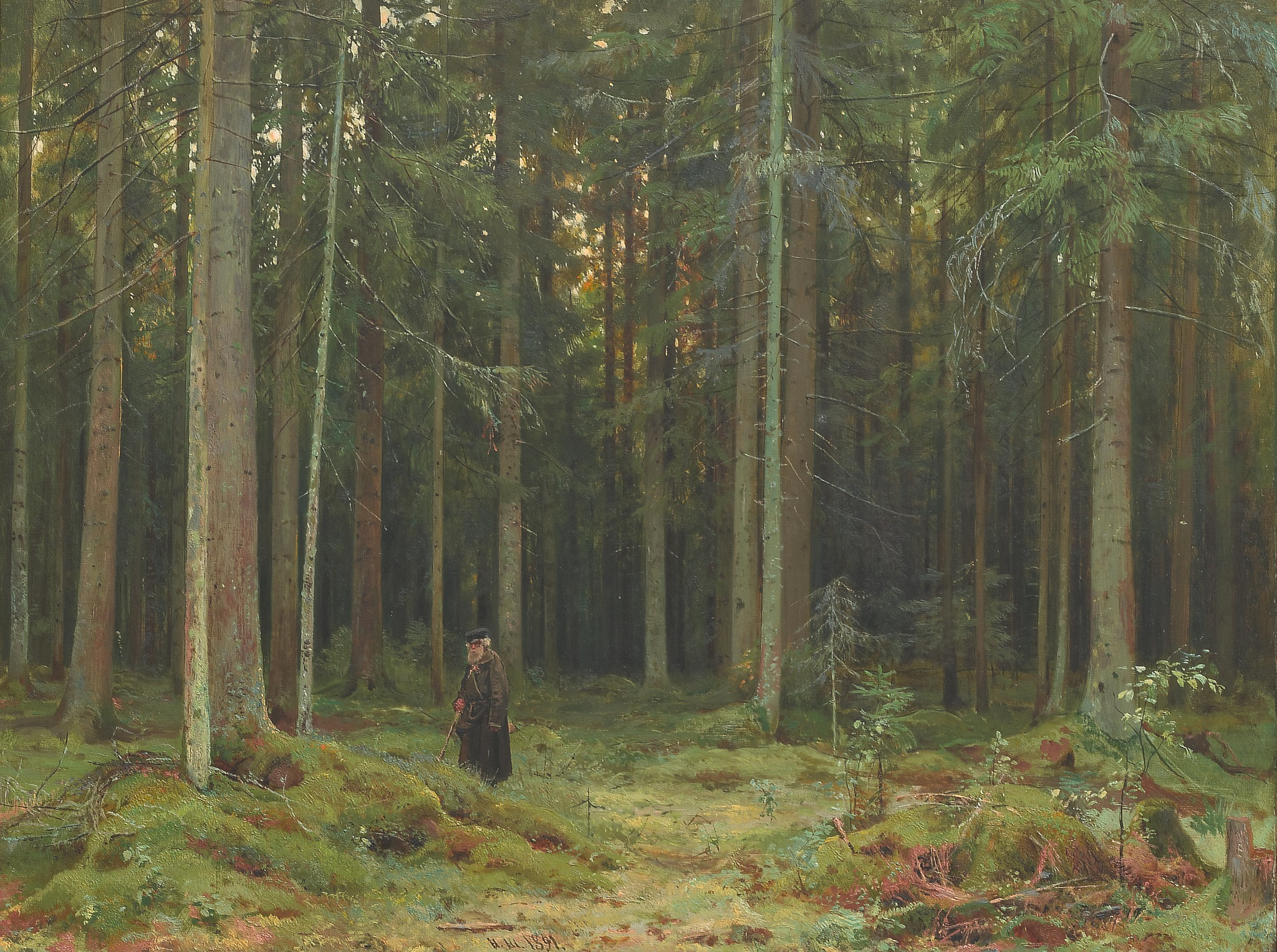
И. И. Шишкин. В лесу графини Мордвиновой

## Известные уроженцы
- Лев Евгеньевич Аренс (1890—1967) — биолог, педагог, поэт, литератор, художественный критик
- Юрий Георгиевич Пыхин (1933—2017) — моряк-подводник, Герой Советского Союза (1973)